# Silikagel
Silikagel je amorfni oblik silicijum dioksida SiO2 i ima veoma poroznu strukturu. Dobija se zakiseljavanjem vodenog rastvora natrijum silikata. Nastaje želatinozni talog, koji se ispira da bi se odstranio višak elektrolita, i zatim suši da se odstrani voda. Osobine nastalog proizvoda zavise od načina pripreme, ali tipični preparati imaju veličinu pora 2200 – 2600 pm i aktivnu površinu 750 – 800 m²/g. Koristi se kao sredstvo za upijanje vode, katalizator, izolator, u hromatografiji za punjenje kolona, itd. Silikagel može da primi količinu vode veću od 40% svoje mase. Hemijski je inertan i netoksičan.

## Sinteza
Dodavanjem kiseline u rastvor natrijum silikata nastaje želatinozni talog, čijom dehidratacijom nastaje silikagel. Ako će se silikagel upotrebljavati kao indikator za sadržaj vlage, dodaje mu se amonijum tetrakobaltat(II) ili kobalt(II) hlorid . Boja će u tom slučaju biti plava kada je suv, a ružičasta u prisustvu vlage.

## Literatura
- Greenwood, N. N.; Earnshaw, A. (1997). Chemistry of the Elements (2. изд.). Oxford: Butterworth-Heinemann.  0-7506-3365-4.